# GANGAN ONLINE
《GANGAN ONLINE》（日語：ガンガンONLINE）是一份由日本出版社史克威爾艾尼克斯於2008年10月2日創辦，固定於每周四更新其網站上連載的免費線上期刊。

## 概要
該網上雜誌創立目的為「嘗試製作跳脫一般少年漫畫雜誌常識框框的漫畫（少年誌の常識から外れた漫画を試す場にしたい）」，至於其主打內容則包括免費漫畫、小說及相關插圖。部分受歡迎的作品後來更被印製成單行本發售。
網站成立初期讀者不用註冊但需要安裝Digital Object Reader，不過現已棄用。此外，該雜誌於2010年9月宣佈自2011年1月開始支援iPad和iPhone。

## 外部連結
- （日語） 《GANGAN ONLINE》官方網站（页面存档备份，存于）